# Kevin Porter
Kevin Porter (Chicago, Illinois; 17 de abril de 1950) es un exjugador de baloncesto estadounidense que jugó durante 10 temporadas en la NBA. Con 1,82 metros de altura, jugaba en la posición de base. Fue uno de los mejores pasadores de su generación.

## Trayectoria deportiva

### Universidad
Jugó durante 4 temporadas con los Red Flash de la Universidad Saint Francis de Pensilvania, donde regresó en los años 80 como entrenador.

### Profesional
Fue elegido en la tercera ronda del Draft de la NBA de 1972 por Baltimore Bullets, equipo con el que curiosamente permaneció 3 temporadas con tres nombres diferentes, ya que en la temporada 1973-74 se trasladaron a Washington D. C. y comenzaron denominándose Capital Bullets y al año siguiente Washington Bullets. 
Porter fue uno de los mejores asistentes de la liga, llegando a liderar en 4 ocasiones la clasificación en las estadísticas. Llegó a tener incluso el récord de más asistencias en un partido, con 29, vistiendo la camiseta de los New Jersey Nets, el 24 de febrero de 1978 ante Houston Rockets, hasta ser superado por Scott Skiles en 1990 cuando repartió 30.
Jugó también durante cuatro temporadas en Detroit Pistons retirándose finalmente en 1983 de nuevo con los Bullets. en sus 10 años como profesional promedió 11,6 puntos y 8,1 asistencias por partido.

## Estadísticas de su carrera en la NBA
|  | Líder de la liga |

### Temporada regular
| Año     | Equipo     | PJ  | PT | MPP  | %TC  | %3P  | %TL  | RPP | APP  | ROB | TPP | PPP  |
| ------- | ---------- | --- | -- | ---- | ---- | ---- | ---- | --- | ---- | --- | --- | ---- |
| 1972-73 | Baltimore  | 71  | –  | 17.1 | .455 | –    | .614 | 1.0 | 3.3  | –   | –   | 6.6  |
| 1973-74 | Capital    | 81  | –  | 28.9 | .478 | –    | .723 | 2.2 | 5.8  | 1.2 | .1  | 14.0 |
| 1974-75 | Washington | 81  | –  | 32.0 | .491 | –    | .704 | 1.9 | 8.0  | 1.9 | .1  | 11.6 |
| 1975-76 | Detroit    | 19  | –  | 36.2 | .421 | –    | .750 | 2.3 | 10.2 | 1.8 | .2  | 12.6 |
| 1976-77 | Detroit    | 81  | –  | 26.1 | .512 | –    | .729 | 1.2 | 7.3  | 1.1 | .1  | 8.9  |
| 1977-78 | Detroit    | 8   | –  | 15.9 | .452 | –    | .692 | 1.9 | 4.5  | .6  | .0  | 4.6  |
| 1977-78 | New Jersey | 74  | –  | 36.3 | .470 | –    | .765 | 2.7 | 10.8 | 1.6 | .2  | 16.2 |
| 1978-79 | Detroit    | 82  | –  | 37.4 | .481 | –    | .722 | 2.5 | 13.4 | 1.9 | .1  | 15.4 |
| 1979-80 | Washington | 70  | –  | 21.3 | .459 | .000 | .803 | 1.2 | 6.5  | .8  | .2  | 7.3  |
| 1980-81 | Washington | 81  | –  | 31.8 | .519 | .250 | .773 | 1.5 | 9.1  | 1.4 | .1  | 13.4 |
| 1982-83 | Washington | 11  | 0  | 19.1 | .525 | –    | .833 | .5  | 4.2  | .9  | .0  | 4.3  |
| Total   | Total      | 659 | –  | 29.0 | .483 | .188 | .737 | 1.8 | 8.1  | 1.4 | .1  | 11.6 |

### Playoffs
| Año   | Equipo     | PJ | PT | MPP  | %TC  | %3P  | %TL  | RPP | APP | ROB | TPP | PPP  |
| ----- | ---------- | -- | -- | ---- | ---- | ---- | ---- | --- | --- | --- | --- | ---- |
| 1973  | Baltimore  | 4  | –  | 10.3 | .500 | –    | –    | .5  | 2.3 | –   | –   | 3.0  |
| 1974  | Capital    | 7  | –  | 27.9 | .388 | –    | .643 | 2.4 | 4.6 | 1.1 | .0  | 10.7 |
| 1975  | Washington | 17 | –  | 36.8 | .503 | –    | .667 | 2.4 | 7.3 | 1.2 | .0  | 14.4 |
| 1977  | Detroit    | 3  | –  | 20.3 | .357 | –    | .667 | 2.0 | 5.7 | .3  | .0  | 5.3  |
| 1980  | Washington | 2  | –  | 24.5 | .438 | .000 | .400 | 1.0 | 4.5 | 1.5 | .0  | 8.0  |
| Total | Total      | 33 | –  | 29.4 | .463 | .000 | .649 | 2.1 | 5.8 | 1.1 | .0  | 11.0 |